# Сан-Кристобаль (замок)
Замок Сан-Кристобаль (исп. Castillo de San Cristóbal) в Санта-Крус-де-Тенерифе (Канарские острова, Испания) был первым значительным укреплением на острове Тенерифе и главным оборонительным сооружением в заливе Санта-Крус. Центральная Замковая улица названа в честь этого форта.
Под руководством губернатора Альвареса де Фонсеки строительство началось в 1575 году, но после его завершения замок ввели в эксплуатацию только через 2 года 20 января 1577 года. Замок был снесен в 1928 году для строительства площади Испании, а остатки замка были погребены под ним на протяжении века. 28 июня 2006 года, во время реконструкции площади Испании, позже были обнаружены, некоторые останки принадлежавшие замку. В то время были приняты меры предосторожности и защиты, чтобы обеспечить сохранность находки.
От первоначального здания сохранилось лишь несколько стен, выставленных в туннеле под площадью Испании. Сегодня в замке находится музей, в котором хранится знаменитая "Cañón Tigre" (Тигровая пушка), которая выстрелила мушкетным ядром в правую руку контр-адмирала Горацио Нельсона, что привело к перелому плечевой кости во многих местах 25 июля 1797 года, из-за чего ему ампутировали руку.

## Строительство и использование
Замок был главным оборонительным замком Санта-Круса. Он был построен в 1575 году, строительные работы начались 15 декабря 1575 года, а в 1577 году Кабильдо перевез туда артиллерию. Работа была начата тогдашним губернатором острова Хуаном Альваресом де Фонсекой. Он был построен на рифе в бухте Биас Диас. Здание квадратной формы имело крепостной вал на каждом углу.
Он участвовал в сражениях при Санта-Крус-де-Тенерифе: 30 апреля 1657 года, 6 ноября 1706 года  и 25 июля 1797 года. Он также был резиденцией генерал-капитанов и губернаторов, а также резиденцией Военного правительства.

## Разрушение
Замок был снесен в 1928 году.
Замок запомнился по названию "Калле Кастильо", Замковой улицы, в Санта-Крус.

## Обнаружение и обслуживания посетителей
Площадь Испании была реконструирована в 2006 году, а в июне 2006 года были обнаружены остатки замка. Из-за его исторической важности дизайн новой площади был изменен, чтобы включить подземную галерею для демонстрации останков, а на дне озера на площади был добавлен контур замка.
Останки под площадью Испании находятся под охраной. Сохранился один уголок замка, который можно посетить под площадью вместе с небольшой выставкой, организованной Музеями Тенерифе.
25 июля 2009 года Тигровая пушка была установлена в специально отведенном помещении центра. Бронзовая пушка была изготовлена в Севилье в 18 веке, ее длина составляет 3 метра, а вес - 2000 кг. Говорят, что это та самая пушка, которая ранила Нельсона во время сражения при Санта-Крус-де-Тенерифе (1797).